# Na het bal
Na het bal is een verhaal van de Russische schrijver Leo Tolstoj (1828-1910) geschreven in 1903 en gepubliceerd in 1911.

## Verhaal
De hoofdpersoon Iwan Vasilevitsj herinnert zich een danspartij in zijn jeugd, waarbij hij verliefd werd op de mooie Varinka. Zijn liefde bekoelde echter snel toen hij zag hoe haar vader (een kolonel in het leger van de tsaar) opdracht gaf een Tartaar een afranseling te geven voor een poging tot desertie.

## Radio-uitzending
In 1953 vond een radio-uitzending plaats van dit verhaal; Boris Tsjaikovski schreef de bijbehorende muziek.  